# Funda
Funda – miasto w Angoli, w prowincji Luanda.